# Zöld-foki escudo
Az escudo, amely portugálul pajzsot jelent, a Zöld-foki Köztársaság hivatalos pénzneme.

## Története
Az escudo 1914-ben lett a portugál Zöld-foki-szigetek hivatalos fizetőeszköze. Ez a portugál zöld-foki realt (többes szám: réis) váltotta fel. Az átváltási arány 1000 real = 1 escudo volt. Itt portugál érméket használtak, de bankjegyeket már 1865 óta hozott forgalomba a  portugál gyarmatok jegybankja, a Banco Nacional Ultramarino.
Az 1975-ös függetlenségig a zöld-foki köztársasági escudo értéke megegyezett a portugál escudóéval, majd 1999-től a két valuta között kötött árfolyam lépett életbe: 1 CVE = 1,8182 PTE vagy 1 PTE = 0,55 CVE. Miután Portugáliában bevezették az eurót, az árfolyam 1 EUR = 110,265 CVE értéken lett rögzítve.

## Érmék
A portugál uralom alatt 1930-ban vezették be az érméket, melyeket 5, 10, 20 és 50 centavo és 1 escudo címletben vertek. A későbbi sorozatok 50 centavós, 1, 2½, 5 és 10 escudós érméket tartalmaztak. Az utolsó sorozatot 1968-ban verték. A függetlenség elnyerése után 1977-ben vertek 20 és 50 centavós és 1, 2½, 10, 20 és 50 escudós érméket.
A ma használt érmesorozatot 1994-ben vezették be, ez 1, 5, 10, 20, 50 és 100 escudós érmékből áll. Négy sorozatban verték őket. Az egyik hátoldalán madarak, a másikon fák, a harmadikon hajók, a negyediken őshonos állatok voltak. 2005-ben, a függetlenség elnyerésének 30. évfordulójára vertek egy 200 escudóst is.
| Névérték   | Műszaki paraméterek | Műszaki paraméterek | Műszaki paraméterek  | Leírás       | Leírás             | Leírás            | Leírás             | Dátumok    | Dátumok    |
| Névérték   | Átmérő              | Tömeg               | Összetétel           | Előlap       | Hátlap             | Hátlap            | Hátlap             | Első veret | Kibocsátás |
| Névérték   | Átmérő              | Tömeg               | Összetétel           | Előlap       | madár-sorozat      | hajó-sorozat      | növény-sorozat     | Első veret | Kibocsátás |
| ---------- | ------------------- | ------------------- | -------------------- | ------------ | ------------------ | ----------------- | ------------------ | ---------- | ---------- |
| 1 escudo   | 18 mm               | 2,5 g               | réz bevonatú acél    | érték, címer | kérgesteknős       | -                 | -                  | 1994       | 1994       |
| 5 escudo   | 21 mm               | 4 g                 | réz bevonatú acél    | érték, címer | halászsas          | Belmira           | Campanula Jacobae  | 1994       | 1994       |
| 10 escudo  | 22 mm               | 4,57 g              | nikkelezett acél     | érték, címer | szürkefejű halkapó | Carvalho          | Echium Stenosiphon | 1994       | 1994       |
| 20 escudo  | 25 mm               | 5,9 g               | nikkelezett acél     | érték, címer | Fehérhasú szula    | Novas de Alegria  | Limonium Braunii   | 1994       | 1994       |
| 50 escudo  | 28 mm               | 7,4 g               | nikkelezett acél     | érték, címer | Zöld-foki veréb    | Senhor das Areias | Asteriscus Vogelli | 1994       | 1994       |
| 100 escudo | 26 mm               | 11 g                | bronz és kuprónikkel | érték, címer | Razói pacsirta     | Madalan           | Aeonium Gorgoneum  | 1994       | 1994       |

## Bankjegyek
Az első bankjegysorozatot 1977-ben adták ki. Ezt 1989-ben követte a 2. sorozat, majd 1992-ben néhány bankjegyet frissítettek. A 2. sorozat bankjegyeit 2008-ig használták.
1999-ben kezdték kiadni az újabb sorozatot, amelyet 2015-ben váltottak le.

### 1989-es sorozat
| Kép    | Kép    | Névérték    | Méret       | Szín  | Leírás         | Leírás                   | Dátumok    | Dátumok           |
| Előlap | Hátlap | Névérték    | Méret       | Szín  | Előlap         | Hátlap                   | kibocsátás | visszavonás       |
| ------ | ------ | ----------- | ----------- | ----- | -------------- | ------------------------ | ---------- | ----------------- |
|        |        | 100 escudo  | 122 × 67 mm | vörös | Amilcar Cabral | Santiago-sziget          | 1989       | 2006. január 23.  |
|        |        | 200 escudo  | 129 × 67 mm | zöld  | Amilcar Cabral | repülőtér                | 1989       | 2008. december 1. |
|        |        | 500 escudo  | 136 × 67 mm | kék   | Amilcar Cabral | Pássaros-sziget kikötője | 1989       | 2006. január 23.  |
|        |        | 1000 escudo | 143 × 67 mm | barna | Amilcar Cabral | egyiptomi vándorsáska    | 1989       | 2008. december 1. |
|        |        | 2500 escudo | 150 × 67 mm | lila  | Amilcar Cabral | parlament épülete        | 1989       | 2006. január 23.  |

### 1992-es sorozat
| Kép    | Kép    | Névérték    | Méret       | Szín  | Leírás                      | Leírás                   | Dátumok            | Dátumok           |
| Előlap | Hátlap | Névérték    | Méret       | Szín  | Előlap                      | Hátlap                   | kibocsátás         | visszavonás       |
| ------ | ------ | ----------- | ----------- | ----- | --------------------------- | ------------------------ | ------------------ | ----------------- |
|        |        | 200 escudo  | 129 × 67 mm | zöld  | Ernestina sznúker           | repülőtér                | 1992. augusztus 8. | 2008. december 1. |
|        |        | 500 escudo  | 136 × 67 mm | kék   | Dr. Baltazar Lopes da Silva | Pássaros-sziget kikötője | 1992               | 2008. december 1. |
|        |        | 1000 escudo | 143 × 67 mm | barna | zöld-foki nádiposzáta       | egyiptomi vándorsáska    | 1992. július 5.    | 2008. december 1. |

### 1999-es sorozat
| Kép    | Kép    | Névérték     | Méret       | Szín  | Leírás                       | Leírás                                  | Dátumok    | Dátumok     |
| Előlap | Hátlap | Névérték     | Méret       | Szín  | Előlap                       | Hátlap                                  | kibocsátás | visszavonás |
| ------ | ------ | ------------ | ----------- | ----- | ---------------------------- | --------------------------------------- | ---------- | ----------- |
|        |        | 200 escudo   | 121 × 62 mm | zöld  | Ernestina szkúner            | repülőtér                               | 2005       | forgalomban |
|        |        | 500 escudo   | 130 × 65 mm | sárga | Roberto Duarte Silva         |                                         | 2007       | forgalomban |
|        |        | 1000 escudo  | 136 × 66 mm | lila  | Antonio Aurélio Gonçalves    | A São Nicolau-szigeten álló sárkányfa   | 2007       | forgalomban |
|        |        | 2000 escudo  | 142 × 71 mm | zöld  | Eugénio Tavares              | Eugénio Tavares Morna aguada című verse | 1999       | forgalomban |
|        |        | 5 000 escudo | 148 × 74 mm | arany | köveket hordozó Zöld-foki nő | vár                                     | 2000       | forgalomban |

### 2014-es sorozat
2014. december 24-én bocsátották ki az új bankjegysorozat első darabjait: 200, 1000, 2000 escudo. 2015. január 2-án pedig az 500 és 5000 escudós bankjegyeket.
| Kép    | Kép    | Névérték     | Méret       | Szín               | Leírás                                          | Leírás                                       | Dátumok              | Dátumok     |
| Előlap | Hátlap | Névérték     | Méret       | Szín               | Előlap                                          | Hátlap                                       | kibocsátás           | visszavonás |
| ------ | ------ | ------------ | ----------- | ------------------ | ----------------------------------------------- | -------------------------------------------- | -------------------- | ----------- |
|        |        | 200 escudo   | 124 × 63 mm | vörös, zöld        | Henrique Teixeira de Sousa, Fogo sziget térképe | Pico do Fogo-vulkán                          | 2014. december 24.   | forgalomban |
|        |        | 500 escudo   | 131 × 65 mm | narancssárga, zöld | Jorge Barbosa költő, könyv                      | Poilão-gát Santiago szigetén                 | 2015. szeptember 10. | forgalomban |
|        |        | 1000 escudo  | 136 × 66 mm | kék, lila          | Codé de Dona (születéskori neve: Gregório Vaz)  | ferrinho hangszer, a Nap felé repülő madarak | 2014. december 24.   | forgalomban |
|        |        | 2000 escudo  | 142 × 71 mm | barna              | Cesária Évora, hangjegyek                       | hegedű, Nap és óceán                         | 2014. december 24.   | forgalomban |
|        |        | 5 000 escudo | 148 × 74 mm | lila, világoskék   | Aristides Maria Pereira elnök                   | Boa Vista térképe                            | 2015. szeptember 10. | forgalomban |